# Expérience Noa Torson
Expérience Noa Torson est une trilogie de romans policiers de Michelle Gagnon pour adolescents et jeunes adultes, dont le premier livre est sorti en 2012 chez Nathan. Elle a été traduite en français par Julien Chèvre.

## SérieExpérience Noa Torson
1. Ne t'arrête pas (roman), Nathan, 2015 ((en) Don't Turn Around, 2012)
2. Ne regarde pas (roman), Nathan, 2015 ((en) Don't Look Now, 2012)
3. N'oublie pas (roman), Nathan, 2016 ((en) Don't Let Go, 2012)

## Résumés, intrigue et dénouement

### Ne t'arrête pas
Noa, jeune fille solitaire au talent d'hackeuse, se réveille sur une table d'opération avec une cicatrice en travers de la poitrine. Ne sachant pas où elle se trouve et comment elle est arrivée là, elle prend la fuite. Mais les personnes qui l'ont enlevée sont à ses trousses et déterminées à ne pas la laisser partir. Elle ne peut reprendre ses habitudes, se sachant traquée. Noa a besoin d'aide pour découvrir la clé de ce mystère dont elle semble être la cause.
- Règle 1 : « N'espère pas leur échapper. Ils sauront toujours te retrouver »[1].

### Ne regarde pas
Noa a décidé d'arrêter de fuir pour se battre contre le Projet Perséphone, projet qui consiste à enlever des adolescents, souvent des sans-abris, afin de leur implanter la PEMA, maladie qui les mènera à la mort. Ainsi, avec d'autres adolescents rescapés, elle décide de monter son armée pour empêcher ses ennemis de kidnapper d'autres adolescents. De son côté, Peter est resté à Boston où il essaye d'obtenir des informations sur ce projet secret. Grâce à ses talents de hackeur, il espère pénétrer le système de l'organisation. Cependant, le combat s'annonce difficile pour ces quelques jeunes qui veulent mettre à bout une corporation si puissante.
- Règle 2 : « Ne cherche pas à découvrir la vérité. Elle pourrait te tuer »[2].

### N'oublie pas
L'armée de Noa n'a pas résisté aux attaques de leurs ennemis. Ils ne sont plus que quatre. Où qu'ils se cachent ils sont sans cesse retrouvés. Ils sont traqués et épuisés, ils n'ont plus la force de se battre. Mais ils veulent découvrir le fin mot de cette histoire. Ainsi, ils sont prêts à rencontrer l'homme à l'initiative du Projet Perséphone, quoi qu'il puisse leur arriver. Ils n'ont plus rien à perdre.
- Règle 3 : « Ne cherche pas à les défier. Ou tu devras tout sacrifier »[3].

## Personnages principaux
- Noa

Personnage principal du roman, Noa est une jeune femme très solitaire, surtout depuis la mort de ses parents alors qu'elle était enfant. Ballottée de foyer en foyer, elle a fini par échapper à la surveillance des services sociaux en se créant une famille fictive. Très douée en hacking, elle a construit sa réputation sur Internet sous le nom de Rain.
- Peter

Personnage secondaire cependant très présent sur l'ensemble de la trilogie. Il rencontre Noa via Internet grâce à leurs compétences communes de hacking. Son frère Jeremy mort de la PEMA. Celui-ci se fait connaître sous le pseudo de Vallas.
- Amanda

Petite amie de Peter. Alors qu'elle a perdu son grand frère, mort d'une overdose, la jeune fille devient bénévole au Refuge, un centre d'accueil spécialisé dans la réinsertion des jeunes sans-abri.
- Zeke

Personnage que Noa rencontre au cours de son aventure, il devient un véritable allié dans son combat. Il l'accompagnera au cours des différents assauts contre le Projet Perséphone. Il crée avec elle l'Armée de Persefone. Il se fait connaître sous le nom de A6M0. 
- Mason

Personnage qui survient dès le début de l'histoire, s'opposant à Peter lors de ses premières recherches sur la société Pike & Dolan, impliquée dans le Projet Perséphone. Il n'hésite pas à se mettre en travers du chemin de Peter et Noa. Et à utiliser tous les moyens possibles pour parvenir à ses fins.

## Prix
Son premier tome Ne t'arrête pas a reçu le prix du Meilleur Roman Jeunesse, au Festival Polar de Cognac.

## Critiques
- « Un thriller palpitant mené tambour battant, qui séduira les lecteurs de tout âge » (Harlan Coben)[6]
- « Cette série a tous les ingrédients pour fonctionner : action haletante, intrigues subtiles, rebondissements saisissants. Pris dans une course époustouflante, on suit l'histoire à cent à l'heure. Le discours politisé sur la recherche médicale donne de la hauteur à l'ouvrage et incite les adolescents à réfléchir sur le monde d'aujourd'hui ». (Le Figaroscope)[7].
- « Action, traque et manipulations promettent d'être encore au menu ! » (Public Ados)[8].